# Kolonowskie
Kolonowskie (německy Colonnowska, v letech 1936–1945 Grafenweiler) je město v jižním Polsku v Opolském vojvodství v okrese Strzelce ve gmině Kolonowskie. Leží na historickém území Horního Slezska na soutoku Bziniczky a Malé Pěny. Z geomorfologického hlediska se rozkládá na Opolské planině (Równina Opolska), která je součástí Slezské nížiny, a tři čtvrtiny z celkové rozlohy 55,67 km² pokrývá lesní komplex Stobravsko-turavské lesy. V roce 2024 zde žilo 3 207 obyvatel. Při sčítání lidu 2011 se 26,2 % obyvatel přihlásilo k německé národnosti a město je od roku 2008 oficiálně dvojjazyčné. 

## Historie
Za datum vzniku Colonnowské se považuje rok 1780, kdy hrabě Filip Colonna nechal na břehu řeky Bziniczky vybudovat železárny, jedny z prvních v Horním Slezsku, které později tvořily jeden průmyslový okruh s hutěmi v Zawadzkém a Ozimku/Malapane. Vedle vystavěná dělnická kolonie dostala oficiálně pojmenování po svém zakladateli v roce 1797. Současně byla založena také osada Vossowska / Fosowskie nazvaná na počest Arnolda Heinricha Vosse, inženýra a stavebního rady v Colonnových službách. Ve Vossowské vznikla další huť a závody v Zawadzkém, Colonnowské a Vossowské následně propojil vodní kanál. Výstavbou železniční tratě Opolí – Tarnovské Hory s odbočkami do Lublince, Strzelců a Kluczborku se Vossowska stala na přelomu 19. a 20. století významným dopravním uzlem.
Po rozdělení Horního Slezska po první světové válce se Collonowska a Vossowska ocitly v pohraniční oblasti Výmarské republiky. Těžiště těžkého průmyslu se už v té době přesunulo do oblasti kolem Katovic a zdejší železárny byly ve 20. letech uzavřeny. V rámci nacistické kampaně za odstranění cize znějících zeměpisných názvů došlo v roce 1936 k dočasnému přejmenování Colonnowské na Grafenweiler a Vossowské na Vosswalde.
Po druhé světové válce oblast připadla socialistickému Polsku. V roce 1973 bylo Fosowskie administrativně spojeno s Kolonowskiem, které zároveň získalo status města (přitom již od roku 1956 bylo sídlem městského typu). Po roce 1989 se město, ležící v regionu, jenž pro svou etnickou smíšenost nebyl podroben příliš důslednému odsunu nepolské populace, objevilo jako jedna z bašt německé menšiny. V roce 2002 se za Němce označilo dokonce až 43,1 % obyvatel, do roku 2011 poklesl tento podíl na 26,2 %. Roku 2008 byla zavedena němčina jako druhý úřední jazyk. V místní samosprávě je Mniejszość Niemiecka – Deutsche Minderheit od 90. let vedoucím politickým uskupením. Negativně poznamenal město útlum železniční dopravy v 90. letech a na začátku nového století – stanice Fosowskie se místo čtyř stala křižovatkou jen dvou tratí a osobní doprava byla omezena na regionální vlaky Opolí – Zawadzkie.